# Сецце
Сецце (італ. Sezze) — муніципалітет в Італії, у регіоні Лаціо,  провінція Латина.
Сецце розташоване на відстані близько 70 км на південний схід від Рима, 15 км на схід від Латини. В античні часи тут виробляли римське вино Сетінер.
Населення — 24 866 осіб (2014).
Покровитель — San Lidano d'Antena.

## Демографія
Населення за роками:

Станом на 1 січня 2023 року в муніципалітеті офіційно проживали 3643 іноземці з 67 країн, серед них 2071 громадянин країн Євросоюзу та 36 громадян України.

## Сусідні муніципалітети
- Бассіано
- Карпінето-Романо
- Латина
- Понтінія
- Приверно
- Роккагорга
- Сермонета